# Morshausen
Morshausen település Németországban, Rajna-vidék-Pfalz tartományban. Lakosainak száma 350 fő (2023. december 31.). Morshausen Boppard és Beulich községekkel határos.

## Népesség
A település népességének változása:
| Lakosok száma | 325  | 362  | 360  | 344  | 351  | 350  |
|               | 1975 | 2017 | 2019 | 2021 | 2022 | 2023 |